# Oedignatha proboscidea
Oedignatha proboscidea är en spindelart som först beskrevs av Embrik Strand 1913.  Oedignatha proboscidea ingår i släktet Oedignatha och familjen flinkspindlar.
Artens utbredningsområde är Sri Lanka. Inga underarter finns listade i Catalogue of Life.